# The World Is Mine
The World is mine — сингл французького діджея Девіда Гетти з його другого студійного альбому Guetta Blaster. Випущений у 2004 році у Франції. Через три роки, у 2007 році виданий у США одночасно з піснею «Love Don't Let Me Go». Містить семпл пісні 1982 року «Someone Somewhere in Summertime» гурту Simple Minds.

## Позиції в чартах
| Чарт (2004-2005)      | Позиція |
| --------------------- | ------- |
| Belgian Singles Chart | 13      |
| Dutch Top 40          | 27      |
| European Hot 100      | 62      |
| French Singles Chart  | 16      |
| Irish Singles Chart   | 39      |
| Russian Singles Chart | 4       |
| Swiss Singles Chart   | 40      |
| UK Singles Chart      | 49      |